# Rasza Muhammad al-Maliki
Rasza Muhammad al-Maliki, Rasha Mohamed Al-Malki (arab. رشا محمد المالكي; ur. ?) – omańska lekkoatletka, tyczkarka i sprinterka.

## Rekordy życiowe
- Skok o tyczce – 2,70 (2012 i 2013) rekord Omanu[1]

Al-Maliki znalazła się w składzie omańskiej sztafety 4 × 100 metrów, która w 2013 ustanowiła rekord kraju w tej konkurencji – 48,42.